# Approximation de Bernstein

La suite des polynômes de Bernstein (en vert) converge vers la fonction f qu'elle doit approcher (ici,, en rouge).

En analyse, l'approximation de Bernstein est une méthode d'approximation polynomiale, permettant d'approcher uniformément une fonction continue f définie sur le segment [0, 1] par une suite de combinaisons linéaires des polynômes de Bernstein.
Cette preuve constructive du théorème d'approximation de Weierstrass est due à Sergueï Natanovitch Bernstein.

## Définition
La n-ième approximation de f est le polynôme
{\displaystyle P_{n}(f)=\sum _{k=0}^{n}f\left({\frac {k}{n}}\right)B_{k}^{n},}
où les {\displaystyle B_{k}^{n}} sont les polynômes de Bernstein :
{\displaystyle B_{k}^{n}(x)={n \choose k}x^{k}(1-x)^{n-k}.}
On construit donc Pn(f) à partir des valeurs de f aux points 0, 1⁄n, …, (n – 1)⁄n et 1 mais, en ces points, la valeur de Pn(f) peut être différente de celle de f, autrement dit : l'approximation obtenue n'est pas une interpolation.
La convergence uniforme de Pn(f) vers f s'énonce donc de la façon suivante :
{\displaystyle \forall \varepsilon >0\quad \exists N\quad \forall n\geq N\quad \forall x\in [0,1]\qquad |f(x)-P_{n}(f)(x)|\leq \varepsilon .}
Il convient de noter que si X est une variable aléatoire suivant une loi binomiale de paramètres(n,x), alors Pn(f)(x) n'est rien d'autre que l'espérance de f(X/n), c'est-à-dire la moyenne de f appliquée à la fraction du nombre de succès obtenus sur la répétition de n expériences aléatoires  identiques et indépendantes de Bernoulli de probabilité de succès x.
La convergence simple de Pn(f) vers f est alors une conséquence immédiate de la loi faible des grands nombres. En majorant la probabilité de l'écart entre X⁄n et x, on en déduit la convergence uniforme.

## Démonstration
Les opérateurs linéaires Pn sur C([0, 1]) étant positifs (en), il suffit, d'après le théorème d'approximation de Korovkin, de vérifier la convergence pour les trois fonctions monomiales f0(x) = 1, f1(x) = x et f2(x) = x2.
Or Pn(f0) = f0, Pn(f1) = f1 et Pn(f2) = f2 + (f1 – f2)/n, ce qui conclut.

## Vitesse de convergence
Soit f une fonction continue sur [0;1], et ω le module de continuité de f. Alors on a l'inégalité :
{\displaystyle \|f-P_{n}(f)\|_{\infty }\leq {\frac {9}{4}}\;\omega \left(n^{-1/2}\right)}
Où {\displaystyle \|\cdot \|_{\infty }} représente la norme « infini ».
Ce résultat permet d'assurer une certaine vitesse de convergence de la suite de polynômes de Bernstein vers la fonction f, en fonction du module de continuité de f.